# Бисмарк-Шёнхаузен, Готфрид фон
Граф Готфрид фон Бисмарк-Шёнхаузен (нем. Gottfried von Bismarck-Schönhausen; 29 марта 1901[…], Берлин — 14 сентября 1949, Ферден, Нижняя Саксония) — регирунгс-президент (гражданский губернатор округа) Потсдама, депутат рейхстага, участник заговора против Гитлера.

## Биография
Сын Герберта фон Бисмарка, внук Отто фон Бисмарка. Окончил школу в 1919 и поначалу сочувствовал нацистскому движению, полагая, что оно обеспечит «национальное возрождение» Германии. В 1925—1926 проводил ознакомительные поездки по Европе, в 1927—1928 работал в Нью-Йорке. С 1928 по 1929 работал в Ассоциации немецкой промышленности.
С 1933 по 1934 — нацистский лидер Померании. В 1935 стал регирунгс-президентом в Штеттине, и с 1938 — в такой же должности в Потсдаме. С марта 1933 по май 1945 являлся депутатом национал-социалистической партии в Рейхстаге, совмещая эту должность с обязанностями регирунгс-президента Потсдама. Бисмарк был членом организации «круг друзей рейхсфюрера СС», получил почётное звание оберфюрера СС. В 1944 году также получил звание бригадефюрера СС.
В 1937 году женился на своей двоюродной сестре, графине Мелани фон Хойос (1916-1949), дочери графа Александра фон  Хойос (1876-1937) и Эдме де Луа-Шандье (1892-1945), правнучке Роберта Уайтхеда. У пары родились 3 детей:
- Венделина (1937-1968), замужем за графом Кристофом фон Ледебур-Вихельн (род. 1933), 4 детей
- Барбара (1939-1986)
- Андреас (1941-2013) - дважды женат, отец Стефании цу Гуттенберг[нем.], немецкой правозащитницы, которая в основном занимается защитой детей от жестокого обращения и борьбой с детской порнографией.

Участник заговора против Гитлера. После покушения 20 июля 1944 был заключён в тюрьму по подозрению в причастности к Июльскому заговору.
14 сентября 1949 года вместе с женой погиб в автокатастрофе.